# Pronocera
Pronocera is een kevergeslacht uit de familie van de boktorren (Cerambycidae). De wetenschappelijke naam van het geslacht werd voor het eerst geldig gepubliceerd in 1859 door Motschulsky.

## Soorten
Pronocera omvat de volgende soorten:
- Pronocera angusta (Kriechbaumer, 1844)
- Pronocera collaris (Kirby, 1837)
- Pronocera sibirica (Gebler, 1848)